# Bücher (Magazin)
Bücher ist eine zweimonatlich erscheinende Literatur-Fachzeitschrift des Kieler falkemedia-Verlags. Die Redaktion setzt sich aus fest angestellten und freien Autoren zusammen. Chefredakteurin ist seit 2011 Tina Schraml.

## Geschichte
Bücher wurde von Christian Jürgens und Roman Pliske im November 2003 am Zeitschriftenmarkt lanciert. Es trug den Untertitel Das Magazin zum Lesen und erschien bis September 2010 zweimonatlich im Verlag VVA Kommunikation GmbH. Nach der Insolvenz des Unternehmens im Juni 2010 wurde die Zeitschrift zunächst eingestellt, bis der falkemedia-Verlag sie aus der Insolvenzmasse der Verlagsgruppe VVA übernahm.

## Ausrichtung und Zielgruppe
Bücher will sich durch unabhängige Wertungen sowie eine größere Themenbandbreite von Feuilletons, Kulturmagazinen und den kostenlosen Werbeprospekten des Buchhandels unterscheiden. Das Magazin bewertet Neuerscheinungen in kurzen Rezensionen nach einem Punkteschema von 0 bis 5. Berücksichtigung finden Romane, Krimis, Sachbücher, Kinder- und Jugendbücher, Hörbücher sowie Literaturverfilmungen. Nach Angaben der Redaktion erscheinen in jeder Ausgabe rund 250 Buch- und Hörbuch-Empfehlungen. Originalbeiträge von Schriftstellern ergänzen das inhaltliche Angebot.
Bücher stellt begleitend zu jeder Ausgabe ein Hörbuch zum kostenfreien Herunterladen bereit.
Laut einer Leserbefragung vom März 2016 mit 990 Teilnehmern sind die Leser des Magazins laut Angaben des falkemedia-Verlags vorwiegend weiblich (73 Prozent), gebildet und haben ein großes Interesse an Literatur sowohl in Buch- als auch in Hörbuch-Form. Die meisten Leser sind älter als 38 Jahre und verfügen über ein mittleres bis höheres Haushaltseinkommen.

## Schwesterzeitschriften und Sonderhefte
Ebenfalls im falkemedia-Verlag erscheint einmal jährlich das Hörbuch-Magazin als Sonderheft, das unter anderem Rezensionen zu Hörbüchern, Sprecherporträts und Hintergrundberichte zu den Hörbuch-Produktionen enthält. Als weiteres Sonderheft veröffentlicht falkemedia jährlich das Magazin Kinderbücher, das Bücher, Audiomedien, Apps und Spiele für Kinder und Jugendliche von 3 bis 16 Jahren vorstellt.

## Bücher im Internet
Das Themenspektrum der Bücher-Webseite erstreckt sich von aktuellen Rezensionen aus der Redaktion sowie von Lesern über einen Blog mit verschiedenen Autoren bis hin zu Neuigkeiten aus dem Literaturmarkt. Besucher des Webangebots können sich für einen regelmäßigen Newsletter anmelden. Es wird ergänzt durch einen Facebook-, Twitter- und Instagram-Auftritt.

## App-Angebot
Bücher bietet für iOS- und Android-Plattformen eine Kiosk-App an, die aktuelle und zurückliegende Ausgaben auf dem Smartphone oder Tablet bereitstellt. Laut Angaben der Redaktion sind neue Ausgaben im Durchschnitt drei Tage vor der Printausgabe erhältlich. Die Magazine sind als Einzelausgaben sowie im digitalen Abo erhältlich.

## Auflagenzahlen
Laut den eigenen Mediadaten vom 1. Januar 2016 lag die Druckauflage der Printausgabe im Jahr 2014 bei 41.000 Exemplaren, die verbreitete Auflage bei 34.800 Exemplaren und die verkaufte Auflage bei 20.100 Exemplaren. Die Zahl der Abonnenten wird mit 11.700 angegeben. Die Bücher ist nicht IVW-geprüft.

## Chefredakteure
- 2003–2006: Christian Jürgens, Roman Pliske[4]
- 2006–2007: Konrad Lischka
- 2008–2010: Walter Drechsel, Jens Poggenpohl
- 2010–2011: Christian Blees
- seit 2011: Tina Schraml